# Luzula nipponica
Luzula nipponica är en tågväxtart som först beskrevs av Yoshisuke Satake, och fick sitt nu gällande namn av Kirschner och Miyam. Luzula nipponica ingår i Frylesläktet som ingår i familjen tågväxter. Inga underarter finns listade i Catalogue of Life.